# Lutz Krajenski
Lutz Krajenski (* 1972) ist ein deutscher Jazz- und Unterhaltungsmusiker (Orgel, Piano, Keyboard, Arrangement, Komposition) und Bigband-Leader.

## Leben und Wirken
Krajenski begann bereits als Vierjähriger autodidaktisch auf einem umgebauten Akkordeon zu spielen, in den Folgejahren auf elektronischen Heimorgeln. Mit sieben Jahren erhielt er Musikunterricht, zunächst auf der Blockflöte, dann auf der Orgel, um Swing, Jazz und lateinamerikanische Musik zu spielen. Mit zwölf Jahren folgte klassischer Klavierunterricht bei Christa-Maria Hartmann. Er nahm an Orgelwettbewerben teil und erhielt eine Auszeichnung als „Europameister an der Wersi-Orgel“. Nach seinem Abitur 1991 ging er an die Hochschule für Musik und Theater Hannover, wo er bei Hartmann, Otto Wolters, Achim Gieseler sowie Heinrich Hock Musikpädagogik/Popularmusik bis zum Diplom als 1996 studierte.
Mit Terry Hoax ging Krajenski 1995 auf Deutschlandtour; er begleitete Mousse T bei einigen Produktionen (unter anderem Tom Jones’ Welthit „Sexbomb“) und gründete eigene Jazzbands (Organeyes, Kieslaster, Simple Truth, Lutz „Hammond“ Krajenski Group) und die Coverband Jet Society, mit denen er im In- und Ausland auftrat. Als Organist gehörte er zur Band von Inga Rumpf (Walking in the Light), um dann lange mit Roger Cicero zu arbeiten. Als er 2001 seine Big Band, das nach einem Stadtteil Hannovers benannte Salonorchester Linden Mitte gründete, holte er Cicero als Sänger, mit dem er auch im Quintett After Hours zusammenarbeitete. Er schrieb den Song „Männersachen“, leitete weiterhin die Bigband für Cicero auf den Tourneen und arrangierte bis 2015 das Material für drei gemeinsame Alben. Mit Myra Maud veröffentlichte er das gemeinsame Album Salt – La Solution.  Auch begleitete er Ulrich Tukur auf seinem Album Mezzanotte – Lieder einer Nacht und der anschließenden deutschlandweiten Tournee 2010/2011.
Als Arrangeur war Lutz außer für seine eigenen Projekte für die Expo 2000, die öffentlichen Rundfunk- und Fernsehanstalten, den Friedrichstadtpalast Berlin, Thilo Wolf und Pepe Lienhard sowie als Theatermusiker tätig. An den Tasteninstrumenten trat er mit Roachford, Stefan Gwildis, Randy Crawford, Thomas Quasthoff, Carla Bley, Till Brönner, Joja Wendt, Max Mutzke und Udo Jürgens auf, aber auch im Duo mit Markus Becker. Das von ihm produzierte Album „Karneval der Tiere“ des Frauenquartetts Salut Salon erhielt einen Echo Klassik 2016. Er produzierte und arrangierte das Album „Seine Lieder“, ein Tribute an Manfred Krug, das in den deutschen Album-Charts Platz 15 erreichte. Mit Stephan Abel, Olaf Casimir und Matthias Meusel bildet er das Hidden Jazz Quartet, das das Album Raw and Cooked veröffentlichte.

## Diskographische Hinweise
- Organeyes (1994)
- Lutz „Hammond“ Krajenski Group: Goodbye (2004)
- Roger Cicero & After Hours There I Go (Jazzsick Records, mit Stephan Abel, Matthias Meusel, Hervé Jeanne)
- Lutz Krajenski Big Band Meets Juliano Rossi (2011, mit Andreas Barkhoff, Axel Beineke, Detlef Raschke, Dirk Lentschat, Gabriel Coburger, Hervé Jeanne, Matthias Meusel, Thomas Zander, Ulli Orth, Uwe Granitza)
- Hidden Jazz Quartet: Raw and Cooked (2016)
- Orbit (2021)[4]
- B-3, Vol. 2 (2024)[5]